# 殿岡昭郎
殿岡 昭郎（とのおか てるお、1941年7月7日 - ）は、日本の政治学者、政治運動家。

## 来歴・活動
栃木県足利市出身。1966年慶應義塾大学法学部政治学科卒業、1971年同大学院法学研究科博士課程単位取得退学。駒澤大学法学部講師（1971-74年）、東京学芸大学助教授（1974-1983年）を務めた。
チベット（チベット自治区）、東トルキスタン（ウイグル）、南モンゴル（内モンゴル）の中国からの独立を主張しており、これらの地域の亡命政府と連携し独立運動を積極的に行っている。同時に中国によるこれら少数民族に対する大量虐殺、迫害などの人権侵害を紹介し、日本も中国を警戒すべしと主張している。
維新政党・新風講師、日本戦略フォーラム政策提言委員などを務める。

## 本多勝一による訴訟
判決文によると、経過は以下のとおりである。
ベトナム戦争終結後、ベトナムのカントーにある永厳寺で、12人の僧侶が集団自殺をした。これは宗教政策への抗議ではないかとの疑いをもたれた。
この事件を取材した本多勝一は自著で、サイゴン当局の説明では、僧侶が色情によって無理心中事件を起こしたものであり、政治的な抗議ではなかったということだった、と述べた。
これを受けて殿岡は、「諸君!」（1981年5月号）において、ベトナム統一仏教会最高委員会に接触し、焼身自殺が共産主義への抗議の殉教である証拠、確証を得たとしたうえ、「本多氏はハノイのスピーカー役を果たしている」とか、虚偽の報道をしたので「筆を折るべきだ」などと批判した。
これに対し本多は、「自著の記述はあくまで当局の側の言い分であることを明記しており、そのうえで、当局の発表をもって結論とはできないとまで書いてあるのだから、殿岡の批判は曲解に基づいたものである」と反論し、「諸君!」編集部へ抗議の手紙を送った。
さらに本多は、当時殿岡が助教授を務めていた東京学芸大学に、文を正しく読解せずに非難する学者がいても良いのかという質問状を送付する。これについて、同大学は無視することにしたと殿岡は説明するが、その3ヵ月後に殿岡は同大学を退職しており、このことと本多の質問状との関係は不明である。
その後、本多は、「諸君!」の投書欄に反論を投稿したが掲載を拒絶されたため、同誌の発行元である文藝春秋と殿岡を相手取って、東京地方裁判所に損害賠償請求の訴えを起こす。「殿岡の本多への批判は、本多が書いた記事の曲解に基づくものであり、その訂正を求めても応じなかった。このため読者に誤解をさせ名誉毀損である」と主張するものであった。
1992年2月25日、東京地方裁判所は、掲載された文に本多の記事が引用されているため読者には元の文がわかるとして、本多の請求を棄却する判決を言い渡した。
その後、本多は高裁、最高裁でも連敗し、判決が確定した。

## 著書
- 体験的本多勝一論―本多ルポルタージュ破産の証明（2003年 日新報道）ISBN 4817405546
- 侵略の歴史―国際共産主義の100年（1983年 地球社）
- 言論人の生態―思考と行動と知性を衝く（1981年 高木書房）
- アメリカに見捨てられた国（1980年 創世記）
- 現代新聞紙学（1979年 玉川大学出版部）